# Johann Christian Köhler
Johann Christian Köhler (* 31. Juli 1714 in Groß Rosenburg; † 12. Mai 1761 in Frankfurt am Main) war ein Orgelbauer aus Frankfurt am Main. Er heiratete in die Orgelbauerfamilie Wegmann ein und führte deren Tradition fort. Stilistisch sind seine Werke dem ausgehenden Barock und dem Rokoko zuzurechnen. Charakteristisch für die Gestaltung seiner Prospekte sind die seitlichen Harfenfelder für das Pedalwerk, die profilierten Gesimse und das reiche Schnitzwerk. Köhler bevorzugte mehrere Register in der 8′-Lage (Äquallage) und den Einsatz zahlreicher Nebenregister. Er gehört zu den bedeutendsten Vertretern des südhessischen Orgelbaus.

## Leben
Köhler war Sohn des Schreinermeisters Friedrich Köhler († 9. Dezember 1758) und seiner Frau Maria Dorothea geb. Wickert. Den Orgelbau erlernte er bei einem namentlich nicht bekannten Orgelbauer. Anschließend war er Geselle bei Johann Conrad Wegmann in Darmstadt. Er heiratete am 20. Oktober 1739 Wegmanns Witwe Hedwig Maria Stamm und übernahm dessen Werkstatt sowie dessen Privilegien in Hessen-Darmstadt. Bereits 1729 hatte er die Privilegien des Orgelbauers Weißhaupt für Nassau-Usingen erhalten. Am 18. Juli 1740 wurde der Sohn Johann Friedrich geboren, der aber bereits 1750 verstarb. Als Darmstädtischer Hoforgelmacher erhielt Köhler ab 1740 ein Gehalt von 123 fl. und verlegte seine Werkstatt nach Frankfurt. Hier legte er 1753 den Frankfurter Bürgereid ab. Als er mit 46 Jahren starb, heiratete seine Witwe den Orgelbauer Johann Christoph Jeckel in Worms. Köhler wurde am 12. Mai 1761 begraben. Nachfolger wurde sein Stiefsohn Philipp Ernst Wegmann, Sohn von Johann Conrad Wegmann, der den Orgelbau bei Köhler erlernt und 1756 seinen Lehrbrief erhalten hatte. Wegmann legte nach Köhlers Tod den Frankfurter Bürgereid im Jahr 1762 ab und übernahm die Werkstatt. In den 1780er Jahren führte Johann Benedikt Ernst Wegmann, Sohn von  Philipp Ernst Wegmann, unterstützt durch den Werkmeister Johann Friedrich Meynecke, den Betrieb fort.

## Werk
Köhler genoss einen hervorragenden Ruf und war ein wichtiges Bindeglied in der Frankfurter Orgelbauerdynastie der Familie Wegmann. Sein Wirkungsbereich erstreckte sich von Worms bis Marburg und von Bamberg bis Mainz. Seine Werke sind ein- oder zweimanualig und zeichnen sich durch eine verhältnismäßig große Anzahl von Acht-Fuß-Registern und zahlreiche Nebenregister aus. Zungen- und gemischte Stimmen sind oft in Bass und Diskant aufgeteilt. Köhler baute entweder mit seitlichen geschwungenen Harfenfeldern für das Pedalwerk oder mit einem großen Mittelturm, zweigeschossigen Flachfeldern und seitlichen Spitztürmen. Die reich profilierten Gesimse und verzierten Prospekte sind vom Rokoko geprägt. Auch bei kleinen Orgelwerken tritt das Pedal immer selbstständig auf, umfasst teilweise aber nur anderthalb Oktaven.

## Werkliste
Bisher sind 39 Werke Köhlers nachgewiesen. Neben etlichen Prospekten sind 13 Orgeln (teilweise) erhalten.
Kursivschreibung gibt an, dass die Orgel nicht oder nur noch das historische Gehäuse erhalten ist. In der fünften Spalte bezeichnet die römische Zahl die Anzahl der Manuale, ein großes „P“ ein selbstständiges Pedal, ein kleines „p“ ein nur angehängtes Pedal. Die arabische Zahl gibt die Anzahl der klingenden Register an. Die letzte Spalte bietet Angaben zum Erhaltungszustand oder zu Besonderheiten.
| Jahr      | Ort                      | Gebäude                                | Bild | Manuale | Register | Bemerkungen |
| --------- | ------------------------ | -------------------------------------- | ---- | ------- | -------- | --- |
| 1738      | Frankfurt am Main        | Barfüßerkirche                         |      | III/P ? | 41       | Fertigstellung der Orgel von Johann Conrad Wegmann; nicht erhalten: 1786 beim Abriss der Kirche demontiert und eingelagert, Reste 1808 verkauft |
| 1739      | Wörsdorf                 | Ev. Kirche                             |      | I/P     | 11       | Vollendung der Orgel von Johann Conrad Wegmann nach dessen Tod; hinterspielig; 1875 durch Neubau der Gebr. Voigt ersetzt |
| 1741      | Kaichen                  | Ev. Kirche                             |      | I/P     | 10       | Neubau; 1852 durch Neubau von Johann Georg Förster ersetzt |
| 1744–1747 | Frankfurt am Main        | Dominikanerkloster                     |      | II/P    | etwa 25  | Neubau; im Zuge der Aufhebung des Klosters 1808 in die Leonhardskirche umgesetzt, 1867 durch eine Walcker-Orgel ersetzt |
| 1747      | Hahnstätten              | Ev. Pfarrkirche St. Nikolaus           |      | I/P     | 10       | Neubau; 1913 durch Walcker-Orgel ersetzt, Prospekt erhalten |
| 1747      | Oberweimar               | Martinskirche                          |      | I/P     | 13 (15)  | Neubau, zwei weitere Pedalregister waren zum Ausbau vorbereitet; nach einigen Umbauten und Schäden durch die Weltkriege noch Prospekt und sechs Register von Köhler erhalten; 1971 und 2010/11 durch Gerald Woehl auf ursprünglichen Zustand restauriert                                     |
| 1747      | Neunkirchen (Modautal)   | Ev. Kirche                             |      | I/P     | 11       | Neubau; angeblich 1825 abgebrochen; 1847 Neubau durch Rothermel |
| 1748      | Frankfurt am Main        | Karmeliterkloster                      |      | III/P   | 29       | Erweiterung der Orgel von Johann Jakob Dahm (II/P/22) um ein Echowerk mit 7 Registern; 1809 nach Säkularisation des Klosters Verkauf nach Flörsheim, St. Gallus-Kirche (Foto); später mehrfache Umbauten, bei denen der Registerbestand von Köhler bis auf das Holzgedackt 8′ verloren ging. |
| 1748      | Pfungstadt               | Ev. Kirche                             |      | I/P     | 10       | Neubau; 1825 an St. Dionysius in Kelkheim-Münster verkauft. Dort ist das Werk zum großen Teil erhalten. |
| 1749      | Bischofsheim             | Ev. Kirche                             |      | I/P     | etwa 14  | Neubau; 1910 durch Weigle-Orgel ersetzt; Gehäuse erhalten |
| 1749      | Limburg an der Lahn      | Hospitalkirche St. Anna                |      | I/P     | etwa 15  | Neubau; Gehäuse erhalten; 1918 durch neue Orgel von Carl Horn ersetzt, Prospekt erhalten |
| 1749      | Gundernhausen            | Ev. Kirche                             |      | I/P     | 9        | Neubau? Zuschreibung; 1852 durch neue Orgel von Rothermel ersetzt |
| 1750      | Grävenwiesbach           | Evangelische Kirche Grävenwiesbach     |      | I/P     | 15       | Neubau; 1963 durch Orgel von Günter Hardt, Prospekt erhalten |
| 1750      | Reinheim                 | Ev. Kirche                             |      | I/P     | 16       | Neubau; 1929 durch neue Orgel von Förster & Nicolaus ersetzt, Gehäuse erhalten |
| 1750      | Frankfurt am Main        | Deutschordenskirche                    |      | II/P    |          | Neubau; Unterbau als Echowerk konzipiert; 1881 durch Walcker-Orgel ersetzt; Gehäuse erhalten |
| 1750–1752 | Limburg an der Lahn      | Limburger Dom                          |      | III/P   | 36       | 1877 Gehäuse ersetzt (Gebr. Keller); im Zuge weiterer Umbauten/Neubauten in den Jahren 1911/12, 1935, 1960 und 1978 durch Johannes Klais Orgelbau gingen schließlich alle Register von Köhler verloren.                                                                                      |
| 1752      | Wiesbaden-Igstadt        | Ev. Kirche                             |      | I/P     | 14       | Neubau; 1904 durch Weigle-Orgel ersetzt |
| 1752      | Rückershausen            | Ev. Kirche                             |      | I/P     | 9        | vorderspieliger Neubau; im Wesentlichen erhalten |
| 1751–1753 | Trebur                   | Laurentiuskirche                       |      | II/P    | 20       | 1843 kam die Orgel in die Talkirche nach Eppstein; Gehäuse erhalten. |
| 1753      | Bechtheim                | Evangelische Kirche                    |      | I/P     | 9        | Neubau; 5–6 Register und Gehäuse erhalten |
| 1753      | Allendorf                | Ev. Kirche                             |      | I       | 7        | Neubau, seitenspielig und ohne Pedal; bis auf die 1822 ersetzten Keilbälge vollständig erhalten |
| 1753      | Frankfurt am Main        | Waisenhaus                             |      | I/P     | 15       | Neubau, von Köhler gestiftet, nachdem er das Bürgerrecht der Stadt erhalten hatte; 1910 durch Bechstein-Orgel ersetzt |
| 1753      | Unterliederbach          | Evangelische Kirche                    |      | I/P     | 8        | Neubau; 1922 durch Weigle-Orgel ersetzt, Gehäuse erhalten |
| 1753      | Ebrach                   | Kloster Ebrach, Evangelienorgel        |      | II/P    | 22       | Früher wurde 1759 als Baujahr angenommen; weitgehend, 2012 Restaurierung durch Fa. Klais |
| 1753–1754 | Villmar                  | Kath. Pfarrkirche St. Peter und Paul   |      | II/P    |          | Neubau; 1886 durch neue Orgel von Michael Keller ersetzt; Prospekt und fünf Register erhalten |
| 1753–1754 | Haintchen                | Kath. Pfarrkirche St. Nikolaus         |      | I/P     | 16       | seitenspieliger Neubau; Trompete ursprünglich mit Köpfen und Stiefeln aus Eiche; 1969 Restaurierung durch Johannes Klais; erhalten |
| 1754      | Wallau                   | Ev. Kirche                             |      | I/P     | 16       | Neubau; Zuschreibung; erhalten und 1979 durch Woehl auf ursprüngliche Disposition zurückgeführt |
| 1754      | Frankfurt-Bornheim       | Johanniskirche                         |      |         |          | Neubau; 1767 mit Kirche verbrannt |
| 1754      | Uelversheim              | Ev. Kirche                             |      | I/P     | 10       | Neubau; weitgehend erhalten |
| 1753–1755 | Würzburg                 | Käppele                                |      | II/P    | 26       | Neubau; 1991 von Vleugels hinter dem reich verzierten, historischen Rokokoprospekt von Köhler rekonstruiert und um 4 Register erweitert → Orgel |
| 1755      | Nauheim                  | Ev. Kirche                             |      | I/P     | 9        | Neubau; 1893 durch neue Orgel von Gustav Raßmann ersetzt |
| 1755      | Neunkirchen (Westerwald) | Ev. Kirche                             |      | I/P     | 11       | Neubau; weitgehend erhalten |
| 1755      | Klein-Karben             | Ev. Kirche                             |      |         |          | Neubau? 1867 Prospekt durch Adam Karl Bernhard in der Martinskirche Heuchelheim aufgestellt, dahinter neues Orgelwerk; Prospekt erhalten |
| 1756–1757 | Gabsheim                 | Kath. Pfarrkirche St. Alban            |      | I/P     | 15       | 1758 um zwei Zungenstimmen erweitert; 1877 Gehäuse ersetzt; drei Register teilweise erhalten |
| 1758      | Wetzlar                  | Wetzlarer Dom, Chororgel               |      | II/P    | 21       | Neubau; 1831 Umbau durch Johann Georg Bürgy, 1844 durch Neubau von Loos ersetzt |
| 1758      | Heusenstamm              | St. Cäcilia (Balthasar-Neumann-Kirche) |      | I/P     | 12       | [ 10 ] |
| 1759      | Mainz                    | Kloster St. Franziskus                 |      | III/P   | 44       | Neubau; nicht erhalten |
| 1760      | Ebrach                   | Kloster Ebrach, Epistelorgel           |      | I/P     | 13       | Neubau; 2012 Restaurierung durch Fa. Klais; erhalten |
| 1760      | Bamberg                  | Obere Pfarre                           |      | II/P    | 24       | Neubau; Prospekt erhalten |
| 1761      | Sindlingen               | St. Dionysius                          |      | I/P     | 14       | Neubau; im Zuge des Kirchenneubaus 1829/30 ersetzt |
| 1761      | Idstein                  | Gymnasium                              |      | I       | 4        | Neubau eines Positivs vermutlich durch Gesellen Köhlers; 1802 in die kath. Kirche Wiesbaden umgesetzt, 1861 ersetzt |

## Aufnahmen/Tonträger
- Baroque Music for two Organs. Walter Opp and Wilhelm Krumbach play the historic Choir organs of the church of Ebrach in Upper Franconia.  Ca. 1972, Peerless record Co Ltd. Bercourt House, Brentford, Middlesex. Oryx 1765 Stereo LP (Werke von F. Biumi, Th. Crequillon, Th. Tomkins, F. Rovigo, R. Trofeo, J. Blanco, CPE Bach, D. Steibelt und F. Danzi)
- Denkmäler barocker Orgelbaukunst. Die Chororgeln der Abteikirche Ebrach, erbaut 1753/60 von Johann Christian Köhler. 1997, ambitus musikproduktion und Bayerischer Rundfunk, Uffing, amb 97973, CD (Andreas und Werner Jacob mit Werken von Gabrieli, Viadana, Pasquini, Piazza, Terreni, Lucchinetti, Soler, Blanco, C.P.E. Bach und Cherubini)